# I werldens öken sitter jag
I werldens öken sitter jag är en psalmtext av Gerhard Tersteegen. Texten bearbetades 1931 av Maria Arosenius, i hennes samlingsverk Psalmer av Gerhard Tersteegen, där hon nyöversatte 25 psalmtexter samt tänkespråk av honom.

## Publicerad i
- Lilla Kempis komplement Andeliga Sånger, i fjärde upplagan 1876.